# Lola Frexas
Dolores "Lola" Frexas (23 de diciembre de 1924 - Buenos Aires, 27 de septiembre de 2011) fue una acuarelista argentina.

## Trayectoria profesional
Egresada de la Escuela Nacional de Bellas Artes, estudió con Eugenio Daneri, Lino Enea Spilimbergo y Jorge Larco. Expuso regularmente en el Salón Nacional de Bellas Artes.
En 1954 viajó a España, becada por el Instituto de Cultura Hispánica, viviendo en Toledo, donde se convirtió en paisajista. Recorrió varios países de Europa que quedaron plasmados en sus obras.
En Argentina desarrolló un relevamiento de diferentes barrios de la ciudad de Buenos Aires, mostrando en sus obras la fachada de sus esquinas quedando como testimonio su pintura en contraposición con el paso del tiempo y las nuevas construcciones en nombre de un mentido modernismo y renovadas tendencias estéticas.Se pueden ver, reconocer y recordar rincones del Flores, La Boca, San Isidro, Tigre el particular Belgrano con sus casonas. 
A pedido de la Manzana de las Luces realizó catorce obras sobre la institución para la formación de un Museo, que luego la autora donó al Instituto de Investigaciones Históricas.
En 2006 realizó una serie de acuarelas sobre flores donde se destaca por su frescura en el color y el gran impacto visual que producen. A través de su talento, ductilidad y gracia (condiciones que la hacen merecedora del reconocimiento del público) es como se ganó el título sobreentendido de «La mejor acuarelista argentina».
Su obra se encuentra en colecciones oficiales y privadas de Argentina, Brasil, Estados Unidos y Portugal, entre otros. Varias de sus acuarelas se exponen en el Museo de Bellas Artes de Tigre (MAT) y en el Ministerio de Economía.
Con su obra Palacio de los correos, Encotel realizó un sello postal en el año de las Comunicaciones.

## Exposiciones
- 1956 Salón de los Luises (Toledo)
- 1959 Galería Witcomb,
- 1966 Galería La Ciénaga (Los Ángeles)
- 1973 San Juan el Precursor (San Isidro) y Tarot
- 1974 Galería 931 (Mar del Plata), Galería de los Plásticos Santafesinos (Santa Fe), Jockey Club (Rafaela), Hotel Mayorazgo (Paraná), Galería Diez (Rosario), Banco de Canadá, Banco de Boston y Galería Fernando Fader (Río Cuarto),
- 1975 Galería Velázquez.

## Premios y reconocimientos
- 1944 Primer Premio de croquis sobre ballet
- 1954 Segundo Premio en el Salón de Artes Plásticas de Avellaneda.
- "Personalidad Destacada de la Cultura" por la Legislatura de la Ciudad Autónoma de Buenos Aires mediante la Ley n.* 1898 sancionada el 6 de diciembre de 2005.[7]
- Premio de Honor. Fondo Nacional de las Artes sobre barrios de la ciudad
- 1979 Sagitario de Oro de Unicef[8]
- Mérito Social de la Organización de las Naciones Unidas